# Конса
Камен Стоянов, или по-известен като Конса, е български рап и хип-хоп текстописец и изпълнител.

## Биография
Роден е във Варна на 13 януари 1980 г. Като младеж се занимава с футбол.
Мишо Шамара забелязва таланта му и го вписва в R&B Records. Започва музикалната си кариера през 2000 г. През 2001 г. Конса записва песента „Фенки, фенки“ с Мишо Шамара. След успеха на тази песен излизат и сингълът и видеото на песента „Стига, стига“ с Иво Малкия, която пожънва голям успех. През 2002 г. Конса записва дебютния си албум „Консенсус“ с помощта на Мишо Шамара. След това следват популярните песни, записани с Мишо Шамара и 100 кила – „Ритъм басов“, „Във Клуба“ и „Куките ме дебнат“.
През септември 2012 г. Съветът за електронни медии (СЕМ) сезира прокуратурата във връзка с предаването „Карбовски директно“ от 30 април 2012 г. Тогава гост в него е Мишо Шамара, с когото водещият обсъжда текста на песента „Бяло, зелено, червено“. Повдигнатото обвинение е за „рими, които петнят герба и знамето“. Социологът Андрей Райчев коментира намесата на прокуратурата в казус с художествен текст като „изключително глупава“. През 2013 г. прокуратурата прекратява делото срещу рапърите Мишо Шамара и Камен Стоянов-Конса. В решението на обвинението пише, че те не са опетнили българското знаме и герб със своята песен „Бяло, зелено, червено“.

## Дискография
- Консенсус (2002)[3]